# Roberto Pizano
Roberto Pizano Restrepo (Bogotá 21 de octubre de 1896 - Ibídem, 9 de abril de 1929) fue un pintor y escritor colombiano.
Pizano escribió el libro más importante sobre Gregorio Vásquez de Arce y Ceballos. Revitalizó la escuela de bellas artes de la Universidad Nacional logrando apoyo económico para esta y trayendo una gran colección museográfica de las mejores esculturas y grabados de los grandes museos de Europa antes de que estas fueran prohibidas.
Roberto Pizano se distinguió por sus grandes facilidades de dibujante y brillante colorido. Pintó más de cien óleos y cientos de dibujos y dejó varios cuadros de gran formato, entre los que se destaca La Maternidad. La muerte lo sorprendió a los 32 años.
La mayoría de sus obras están en la familia, el Museo Nacional y Patronato Colombiano de Artes y Ciencias.

## Biografía
Roberto Pizano nació en Bogotá, el 21 de octubre de 1896, en el seno de una familia de la aristocracia bogotana.
Durante unos pocos años recibió lecciones de dibujo y pintura de los maestros Coriolano Leudo y Ricardo Acevedo Bernal en la Escuela de Bellas Artes de Bogotá. Fue primo y tutor de Carolina Cárdenas Núñez.
Entre 1914 y 1917, se dedicó al estudio del desnudo y a la copia de los grandes maestros de la pintura entre ellos Meissonier, antes de viajar a Madrid, donde ingresa a la Academia de San Fernando. Recibe clases de Joaquín Sorolla, José Moreno Carbonero, Luis Menéndez Pidal, Julio Romero de Torres, Miguel Blay y Cecilio Plá.

En 1920, al terminar sus estudios, viaja por Francia e Italia. Conoce obras de Anders Zorn (pintor sueco), que ejercerán una marcada influencia. Regresa a Colombia. Se dedicó a la enseñanza en la Escuela de Bellas Artes. Tiene entre sus alumnos a Santiago Martínez Delgado e Ignacio Gómez Jaramillo. Participa en exposiciones de los Independientes. Recopila información para el libro sobre Gregorio Vásquez Arce y Ceballos.

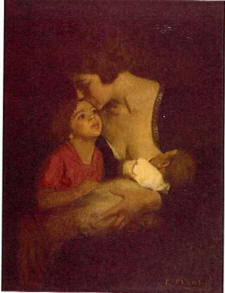
La Maternidad

En 1923 regresó a Europa. Se estableció en Madrid en donde trabajó en el estudio de Fernando Álvarez de Sotomayor, director del Museo del Prado. Viajó a París en donde trabajó en varios estudios y Academias libres. En esta época conoce y estudia la obra de Pierre Puvis de Chavannes. Participa en la exposición de los Independientes.
1926 Envía el óleo "Mujer" a la Exposición de Bellas Artes de Bogotá, y obtiene uno de los primeros premios.
1926 julio. Financia y publica su libro "Gregorio Vásquez de Arce y Ceballos". Con fotografías originales de J. N. Gómez de Bogotá y J. Roseman, de París, Camilo Bloch hizo la edición de 20 ejemplares en papel Japón, y 220 en Velin d'Aches, en las prensas de Franzier-Soye. El libro incluye catálogos de las pinturas de Gregorio Vásquez, Gaspar y Baltasar de Figueroa, que Pizano localizó en Bogotá y sus alrededores.

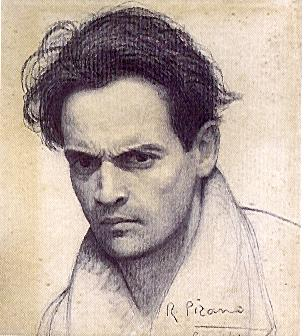
Autorretrato en carboncillo. Roberto Pizano.

1927: Participa en la Exposición Internacional de Burdeos con un óleo titulado "Maternidad", el cual ganó un diploma de honor. Viaja por Inglaterra y el norte de Europa.
1927: Regresa a Bogotá y asume la dirección de la Escuela de Bellas Artes de la Universidad Nacional de Colombia; la reorganiza y forma un museo de reproducciones para que los alumnos pudieran conocer y copiar las obras de los grandes artistas europeos. Hoy en día estas se conocen como la colección Pizano. Fue de las últimas colección que se pudieron sacar de Europa antes de que los grandes museos prohibieran la copia de las esculturas y grabados porque se dañaban las obras originales. Procuró hacer revivir la antigua sección de grabado, que había sido organizada por Urdaneta, y consiguió que el Gobierno apoyara económicamente a la Escuela, con lo cual pudo aumentar el profesorado y adquirir algunos elementos indispensables para la enseñanza de las Bellas Artes.
1929: Realizó la selección y gestión para la compra de obras que se destinaron para la exposición de arte colombiano en el Pabellón de Colombia durante la Exposición Iberoamericana de Sevilla en 1929. Lamentablemente el trabajo del catálogo quedó inconcluso y finalmente, más por falta de gestión y de financiación, este no se realizó. El borrador del catálogo en el que trabaja Pizano se conserva en la colección del Museo de Arte Moderno de Bogotá.
1931: El Hebdomadarío parisiense "L'Amerique Latine" publicó como homenaje póstumo, una entrevista con la viuda de Pizano, doña María de Brigard.

## Obras
Óleos en el Museo Nacional de Bogotá:
- Retrato de la hermana (N.º 2177),
- Misa de pueblo (N.º 2178),
- Coro de la Catedral (n.º2179),
- Retrato orante de Monseñor Zaldúa (N.º 2180),
- Acevedo Bernal y sus hijas (N.º 2181),
- Norela (N.º 2182)
- Retrato del pintor Roberto Páramo (N.º 2183),
- Paisaje -Barrio de Passy- (N.º 2184),
- La Madre (N.º 2185).

En colecciones particulares:
- Retrato del Presbítero Rosendo Pardo,
- Retrato del pintor y su hijo,
- Andante (1920-1923),
- Retrato de Arturo Pizano,
- Boceto de San Francisco de Asís,
- Retrato de Luis Enrique Osorio,
- Retrato de Daniel Samper Ortega,
- Acevedo Bernal en su estudio,
- Autorretrato.
- En el jardín del Pardo (paisaje),
- Después de la lluvia (paisaje).